# Щолковська (станція метро)
55°48′34″ пн. ш. 37°47′55″ сх. д. / 55.80944° пн. ш. 37.79861° сх. д.
«Що́лковська» (рос. Щёлковская) — станція Московського метрополітену. Кінцевий пункт Арбатсько-Покровської лінії, наступна після станції «Первомайська». Відкрита 22 липня 1963 року, в результаті продовження лінії на північ. Назва дана по розташованому поруч Щолковському шосе. Щоденний пасажиропотік становить 104300 чол. — більше 1 % від перевезень всього метрополітену.

## Історія
Трасування Покровського радіусу від «Площі Революції» до «Ізмайлівського парку» залишалося практично незмінним від початку проєктування до завершення будівництва. У ранніх проєктах 1930-х Покровський радіус після станції «Ізмайлівська» (нині «Партизанська») мав повертати на північ вздовж берега Срібно-Виноградного ставка та Нікітинської вулиці. У Гольянові, що знаходиться на північ від Щолківського шосе і на схід Окружної залізниці, передбачалося розмістити електродепо, яке збиралися з'єднати наземною лінією з наземною станцією «Никитинська вулиця». Дистанція мала проходити на південь від Срібно-Виноградного ставка, потім повернути на північ. На початку 1940-х років депо було перенесено на південний схід від ставка, де і було пізніше збудовано. 5 листопада 1954 року Арбатсько-Покровську лінію було продовжено до станції «Первомайська», яку розмістили на території електродепо. Після відкриття дистанції зі станціями «Ізмайлівський парк» і «Первомайська» 21 жовтня 1961 року була закрита станція «Первомайська», що розташовувалася в електродепо «Ізмайлово».
Будівництво метро здійснювалося у відкритий спосіб. «Щолковська», відкрита 22 липня 1963 року, стала 66 станцією Московського метрополітену.

## Вестибюлі
Конструкція типова, без наземних вестибюлів. По підземних переходах здійснюють вихід до Щолковського шосе, на 9-ту Паркову та Уральську вулиці.
Південний вестибюль має звичайну для таких станцій планування входів і виходів. Північний же, поруч із яким розташовано Центральний автовокзал, має 2 різні входи і виходи — направо і наліво від кас — у 2 не пов'язаних безпосередньо один з одним підземних переходах під Щолківським шосе. Перейти з одного підземного переходу в інший можна тільки безпосередньо через касовий вестибюль, а також двома наземними регульованими пішохідними переходами через Уральську і 9-ту Паркову вулиці.

## Технічна характеристика
Конструкція станції — колонна трипрогінна мілкого закладення (глибина закладення — 8 метрів). Пікет ПК0155 +35. 

## Пересадки
Автобуси: 3, 52, 68, 97, 133, 171, 223, 257, 449, 627, 627к, 645, 716, 735, 760, 833, т32, т41, т83, н3;; 
- - обласний автобус: 102, 300, 320, 321, 335, 338, 349, 360, 361, 362, 371, 378, 380, 380к, 384, 395, 396, 396к, 429, 447, 447к, 485, 506к, 583к, 860, 889, 1015, 1251к
- Центральний автовокзал[en]

## Оздоблення
У станційному залі два ряди по 40 залізобетонних колон з кроком 4 м (відстань між рядами 5,9 м), оздоблених зеленуватим мармуром і білою керамічною плиткою. Підлогу викладено сірим гранітом. Колійні стіни спочатку були оздоблені жовтою (вгорі) і чорною (внизу) глазурованою керамічною плиткою, в 2002 році були переоздоблені вініловим сайдингом лимонного кольору; назву станції на колійних стінах тепер зображено золотистими літерами на чорних вставках. Оздоблення нижньої частини стін замінено з чорною облицювальної плитки на чорний граніт.

## Колійний розвиток
Колійний розвиток станції — 6 стрілочних переводів, перехресний з'їзд, 2 станційні колії для обороту та відстою рухомого складу і 2 колії для відстою рухомого складу. У оборотних тупиках розташований пункт технічного огляду.
За станцією розташовані 4 тупики, що використовують також для нічного відстою потягів. Тупики відомі тим, що є найдовшими оборотними тупиками у всьому Московському метро — їх довжина становить близько 500 м.